# Zac Purchase
Zac Purchase MBE  (ur. 2 maja 1986 w Cheltenham) – brytyjski wioślarz, mistrz i wicemistrz olimpijski, trzykrotny mistrz świata.
Złoty medalista z Markiem Hunterem w dwójce podwójnej wagi lekkiej podczas igrzysk olimpijskich w 2008 roku w Pekinie. Razem wywalczyli również srebrny medal igrzysk olimpijskich w 2012 roku w Londynie.

## Osiągnięcia
- Mistrzostwa Świata – Gifu 2005 – jedynka wagi lekkiej – 2. miejsce
- Mistrzostwa Świata – Eton 2006 – jedynka wagi lekkiej – 1. miejsce
- Mistrzostwa Świata – Monachium 2007 – dwójka podwójna wagi lekkiej – 3. miejsce
- Igrzyska Olimpijskie – Pekin 2008 – dwójka podwójna wagi lekkiej – 1. miejsce
- Mistrzostwa Świata – Hamilton 2010 – dwójka podwójna wagi lekkiej – 1. miejsce
- Mistrzostwa Świata – Bled 2011 – dwójka podwójna wagi lekkiej – 1. miejsce
- Igrzyska Olimpijskie – Londyn 2012 – dwójka podwójna wagi lekkiej – 2. miejsce